# 博多マルイ
博多マルイ（はかたマルイ、HAKATA MARUI）は、福岡県福岡市博多区博多駅中央街の複合商業施設「KITTE博多」内にある丸井の店舗。

## 概要
神戸マルイ・なんばマルイ・京都マルイに次ぐ、西日本で4番目かつ九州初の丸井グループ店舗として2016年4月21日にオープン。
KITTE博多の1階から7階まで入居しており、低層階にスイーツなど食関連の売場を、また1階から7階までの各フロアにカフェを導入するなど、従来の丸井にない新しい取組みを実施している。
博多駅再開発に併せ、当初はJR博多シティに進出を試みたが阪急百貨店に決定したため断念。その後2013年10月に博多駅地区（KITTE博多）への出店を表明した。その後、開店準備室を博多区奈良屋町に設置して「お客さま企画会議」を400回に亘り開催し、外観やサービスなど店舗づくり全般について、地元や丸井側との議論が重ねられた。
エポスカードがハウステンボスと提携し、「ハウステンボスエポスカード」を発行、これに先立ち2013年の段階から長崎地区でもエポスカードのCM放送を始めた。店舗名は、2015年7月23日に、コミュニティサイトで一番意見が多かった「博多マルイ」とすることに決定した。